# Johann Saathoff

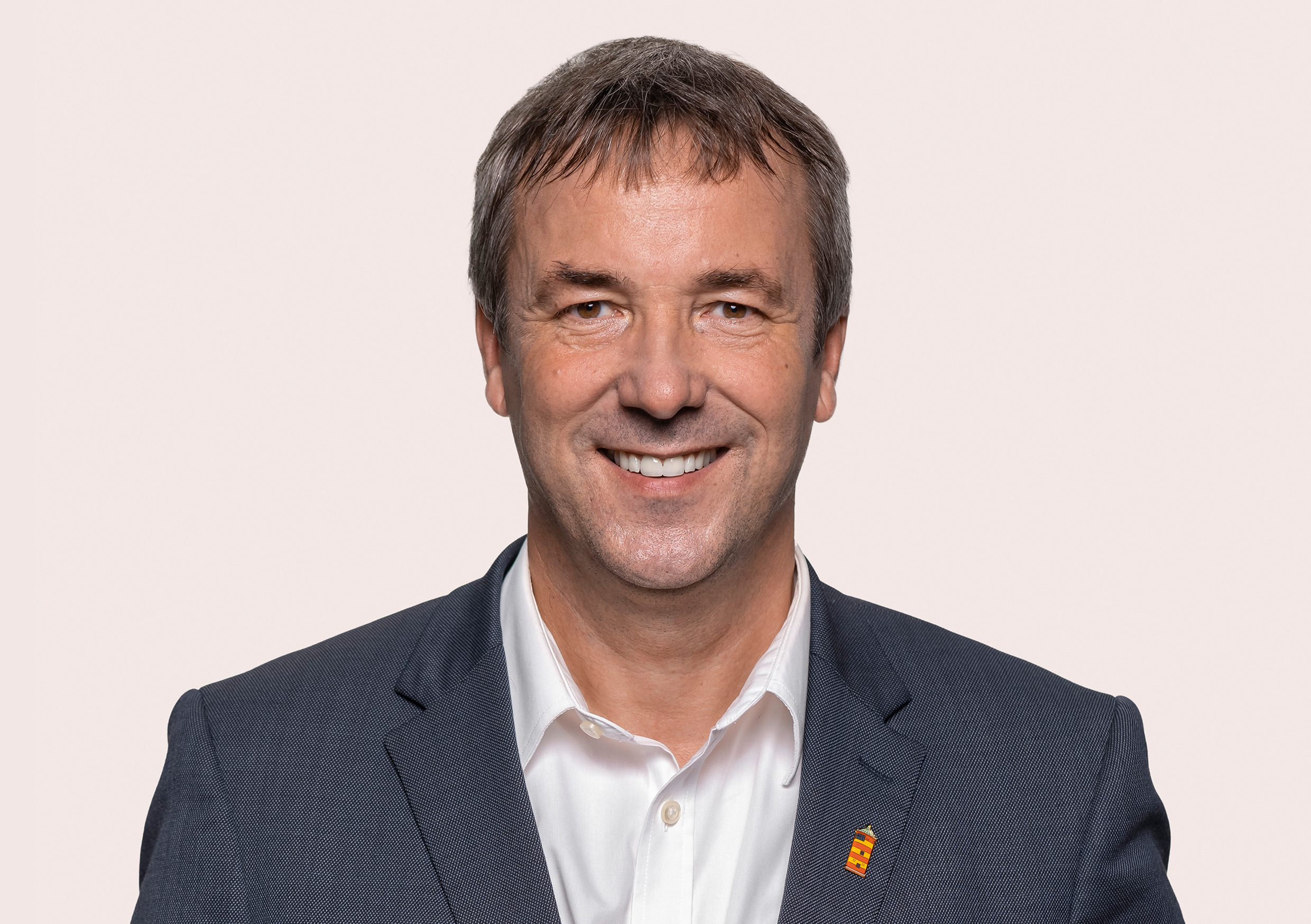
Johann Saathoff (2021)

Johann Saathoff (* 9. Dezember 1967 in Emden) ist ein deutscher Politiker (SPD). Er ist seit 2013 Mitglied des Deutschen Bundestages und seit 2025 Parlamentarischer Staatssekretär bei der Bundesministerin für wirtschaftliche Zusammenarbeit und Entwicklung. Davor war er von 2021 bis 2025 Parlamentarischer Staatssekretär bei der Bundesministerin des Innern und für Heimat und von 2024 bis 2025 zusätzlich Parlamentarischer Staatssekretär bei dem Bundesminister der Justiz.

## Familie und Ausbildung
Johann Saathoff wurde am 9. Dezember 1967 als Kind eines Hafenarbeiters und einer Netzstrickerin in Emden geboren. Nach dem Abitur 1987 am Johannes-Althusius-Gymnasium in seiner Heimatstadt Emden begann er eine Verwaltungslaufbahn bei der Bezirksregierung Lüneburg, die er 1990 als Diplom-Verwaltungswirt (FH) abschloss. Saathoff war anschließend drei Jahre lang bei der Außenstelle Aurich der Bezirksregierung Weser-Ems tätig und danach zehn Jahre bis 2003 in der Verwaltung der Fachhochschule Oldenburg/Ostfriesland/Wilhelmshaven zuletzt als Regierungsoberamtsrat (Leiter der Personalabteilung). Johann Saathoff ist verheiratet mit der Familientherapeutin Sonja Saathoff und hat fünf Kinder. Die Familie wohnt in Pewsum.

## Politische Laufbahn
Johann Saathoff ist seit 1989 Mitglied der SPD. Saathoff wurde im Februar 2003 zum ersten hauptamtlichen Bürgermeister der Gemeinde Krummhörn gewählt und in der Wahl im September 2011 in seinem Amt bestätigt. Im August 2013 wurde er zudem zum Vorsitzenden des SPD-Unterbezirks Aurich, der den Landkreis Aurich umfasst, gewählt. Am 14. September 2019 wurde er mit 95 Prozent erneut im Amt bestätigt.

## Abgeordneter

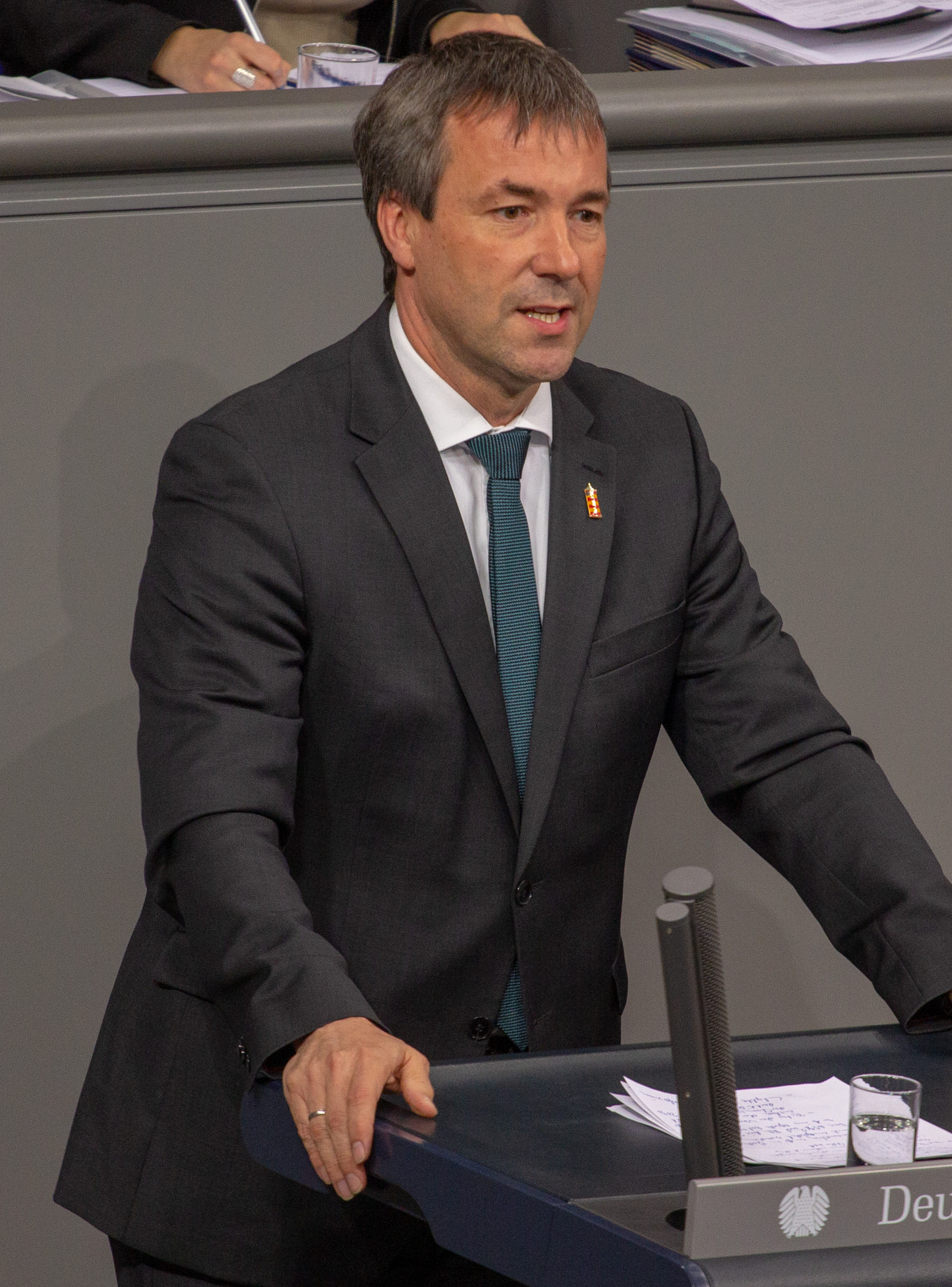
Johann Saathoff im Deutschen Bundestag, 2019

Weil der Sozialdemokrat Garrelt Duin, der in den Bundestagswahlen im September 2005 und im September 2009 als direkt gewählter Abgeordneter nach Berlin gegangen war, am 21. Juni 2012 sein Bundestagsmandat niederlegte, um Wirtschaftsminister des Landes Nordrhein-Westfalen zu werden, wurde ein neuer SPD-Kandidat für die Bundestagswahl 2013 gesucht. Duins Mandat hatte Gabriele Groneberg aus Cloppenburg übernommen, der Wahlkreis war also zwischenzeitlich nicht durch einen direkt gewählten Abgeordneten vertreten. Saathoff galt bereits frühzeitig als potenzieller Nachfolger Duins.
Saathoff wurde am 22. September 2013 mit 50,3 Prozent der Erststimmen (Zweitstimmenergebnis der SPD im Wahlkreis: 43,8 Prozent) als direkt gewählter Abgeordneter des Wahlkreises Aurich – Emden in den Bundestag gewählt. Auf der Landesliste der SPD war er auf Platz 23 positioniert und damit nicht abgesichert. Bei der Wiederwahl am 24. September 2017 erzielte er mit 49,6 Prozent der Erststimmen (Zweitstimmenergebnis der SPD im Wahlkreis: 37,8 Prozent) mit großem Abstand das bundesweit beste Erst- und Zweitstimmenergebnis der SPD. Saathoff wurde bei der Bundestagswahl am 26. September 2021 mit 52,8 % wiedergewählt. Er erhielt hiermit bundesweit das beste Erststimmenergebnis und erreichte als einziger Wahlkreiskandidat die absolute Mehrheit der Erststimmen. Bei der Bundestagswahl am 23. Februar 2025 wurde er mit 41,2 % wiedergewählt.
Saathoff ist nach Georg Peters, Carl Ewen, Jann-Peter Janssen und Garrelt Duin (alle SPD) der fünfte Bundestagsabgeordnete des Wahlkreises seit 1949.
Im 19. Deutschen Bundestag war er ordentliches Mitglied des Ausschusses für Wirtschaft und Energie und seit Januar 2021 war er Mitglied im Auswärtigen Ausschuss sowie stellvertretendes Mitglied im Unterausschuss Regionale Wirtschaftspolitik und ERP Wirtschaftspläne. Er war von 2013 bis 2015 Mitglied im Ausschuss für Ernährung und Landwirtschaft und bis 2015 stellvertretender agrarpolitischer Sprecher der SPD-Fraktion. Ab 2015 bis zum Ende der 19. Wahlperiode war Johann Saathoff stellvertretender wirtschaftspolitischer Sprecher sowie energiepolitischer Koordinator seiner Fraktion und außerdem Lotse (Vorsitzender) der SPD-Küstengang. Seit Februar 2018 führt er die Landesgruppe der SPD-Abgeordneten aus Niedersachsen und Bremen an. Außerdem gehört er zum erweiterten Fraktionsvorstand der SPD-Bundestagsfraktion. Seit August 2020 bis Dezember 2021 war er außerdem Koordinator für die zwischengesellschaftlichen Zusammenarbeit mit Russland, Zentralasien und den Ländern der östlichen Partnerschaft.
Am 2. März 2018 hielt er im Bundestag eine Rede zum Thema Landessprache, die teilweise in niederdeutscher Sprache abgefasst war. Zur Forderung der AfD, Deutsch als Landessprache im Grundgesetz festzuschreiben, sagte er: „Düütschland word neet armer dör anner Spraken, Düütschland word rieker, un doarup motten wi stolt ween.“ (Johann Saathoff: Rede ‚Deutsch als Landessprache‘ im Deutschen Bundestag, deutsch: „Deutschland wird nicht ärmer durch andere Sprachen, Deutschland wird reicher, und darauf müssen wir stolz sein.“)
Im Januar 2021 gründete er mit anderen Abgeordneten eine Parlamentsgruppe Plattdeutsch. Am 2. März 2023 sprach er in der Bundestagsdebatte zum 25. Jahrestag der Europäischen Charta der Regional- oder Minderheitensprachen auf Niederdeutsch.
Ehrenamtlich engagiert er sich unter anderem als Deichrichter bei der Deichacht Krummhörn, in der Ostfriesischen Landschaft und seit November 2020 ist er Mitglied des Kreistages im Landkreis Aurich.
Vom 8. Dezember 2021 bis zum 6. Mai 2025 war er Parlamentarischer Staatssekretär bei der Bundesministerin des Innern und für Heimat, Nancy Faeser (SPD). Nach dem Bruch der Ampelkoalition in Deutschland 2024 war Saathoff von November 2024 bis zum 6. Mai 2025 zudem Parlamentarischer Staatssekretär bei dem Bundesministerium der Justiz, Volker Wissing. Mit Bildung des Kabinetts Merz wurde er am 6. Mai 2025 zum Parlamentarischen Staatssekretär bei der Bundesministerin für wirtschaftliche Zusammenarbeit und Entwicklung, Reem Alabali-Radovan (SPD), ernannt.

## Ehrungen
2022 wurde Saathoff mit dem Keerlke-Preis ausgezeichnet.